# Guido Messina (attore)
Guido Messina (Buenos Aires, 14 novembre 1995) è un attore e cantante argentino noto per aver recitato nelle serie Las Estrellas e Bia.

## Filmografia

### Televisione
- Las Estrellas - telenovela (2017-2018)
- Bia - telenovela (2019-in corso)[1]
- Cielo grande - telenovela (2022)

## Discografia

### Colonne sonore
- 2019 – Voy por más
- 2019 – Pedirle a una estrella con Julia Argüelles
- 2019 – Arreglarlo bailando con Isabela Souza
- 2020 – Dar la vuelta al mundo